# 명혜부인
명혜부인(明惠夫人, 생몰년 미상)은 고려(高麗)의 공주(公主)이자 혜종(太祖)과 궁인 애이주(宮人 哀伊主)의 딸이다.

## 가계
- 부왕 : 혜종(惠宗, 912~945 재위:943~945)
- 모후 : 궁인 애이주(宮人 哀伊主)
  - 동생 : 왕제(王濟)
  - 공주 : 명혜부인(明惠夫人)